# Symbolanthus argyreus
Symbolanthus argyreus är en gentianaväxtart som först beskrevs av Bassett Maguire, och fick sitt nu gällande namn av Struwe och K.Gould. Symbolanthus argyreus ingår i släktet Symbolanthus och familjen gentianaväxter. Inga underarter finns listade i Catalogue of Life.